# Oxynaspis celata
Oxynaspis celata is een rankpootkreeftensoort uit de familie van de Oxynaspididae. De wetenschappelijke naam van de soort is voor het eerst geldig gepubliceerd in 1851 door Darwin.